# Krebsimpfstoff
Ein Krebsimpfstoff (auch Tumorvakzine) ist ein Impfstoff, der gegen Krebserkrankungen eingesetzt wird. Krebsimpfstoffe sind eine Form der Krebsimmuntherapie. Grundsätzlich ist zwischen zwei Arten von Krebsimpfstoffen zu unterscheiden:
- prophylaktische Krebsimpfstoffe: sie werden vorbeugend gesunden Menschen oder Tieren verabreicht, um eine bestimmte Krebserkrankung zu verhindern (Prophylaxe). Beispielsweise Gebärmutterhalskrebs, der durch Humane Papillomviren (HPV) hervorgerufen wird.
- therapeutische Krebsimpfstoffe: sie werden bei einer bestehenden Krebserkrankung verabreicht, um selbige zu behandeln (Therapie). Der nachfolgende Artikel handelt im Wesentlichen von therapeutischen Krebsimpfstoffen.

## Eigenschaften
Im Vergleich zu den Antigenen von Pathogenen in den Impfstoffen gegen Infektionskrankheiten entstammen die Gene der Antigene in den Krebsimpfstoffen dem Genom des Erkrankten. Daher ähneln die Antigene den körpereigenen Proteinen und unterliegen somit einer gewissen Immuntoleranz, wodurch die Immunreaktion gegen Krebszellen vermindert ist. Manche Tumoren erzeugen zusätzlich eine Immunsuppression zur Vermeidung einer Immunreaktion.
Krebsimpfstoffe enthalten entweder Tumorantigene (z. B. Cancer/Testis Antigens), Tumor-assoziierte Antigene (meistens gewebsspezifische Antigene), MHCI- oder MHCII-präsentierbare Peptide oder gereinigte Proteinfraktionen aus den Tumorzellen. Tumorantigene sind Antigene, die aufgrund von Mutationen nur in Tumorzellen auftreten. Tumor-assoziierte Antigene treten dagegen gehäuft bei Tumorzellen auf, sind jedoch auch in gesunden Zellen des gleichen Zelltyps anzutreffen.
Teilweise werden Krebsimpfstoffe im Zuge eines adoptiven Zelltransfers ex vivo in Verbindung mit einem Immunmodulator oder einem Adjuvans eingesetzt, insbesondere mit dendritischen Zellen. Dabei werden autologe dendritische Zellen mit immunogenen Tumorantigenen beladen, zum Beispiel durch Transfektion mit antigenkodierender RNA. Nach der Rückinjektion in den Krebspatienten sollen die antigenpräsentierenden dendritischen Zellen in den Lymphknoten tumorantigenspezifische CD8+ T-Zellen aktivieren. Für eine effektive Immunantwort gegen den Tumor scheint dabei eine gleichzeitige Interaktion mit CD4+ Helfer-T-Zellen erforderlich zu sein.
Durch ein Impfstoffdesign kann teilweise die Immunogenität des Antigens gesteigert werden, um die Immuntoleranz zu überwinden. Onkolytische Viren wirken oftmals gleichzeitig als Krebsimpfstoffe. Impfstoffe gegen Onkoviren sind gleichzeitig auch prophylaktische Krebsimpfstoffe.

## Geschichte
Im Jahr 1891 injizierte William B. Coley Bakterien in einen Knochentumor (Sarkom) und stellte einen Rückgang des Tumors fest. Der erste zugelassene therapeutische Krebsimpfstoff war Sipuleucel-T im Jahr 2010. Der erste zugelassene prophylaktische Krebsimpfstoff war im Jahr 1971 ein Hepatitis-B-Impfstoff.